# Övre Kårtyllasjön
Övre Kårtyllasjön är en sjö i Borlänge kommun i Dalarna och ingår i Dalälvens huvudavrinningsområde. Sjön har en area på 0,141 kvadratkilometer och ligger 107 meter över havet.

## Delavrinningsområde
Övre Kårtyllasjön ingår i det delavrinningsområde (670386-148791) som SMHI kallar för Utloppet av Övre Kårtyllasjön. Medelhöjden är 126 meter över havet och ytan är 2,1 kvadratkilometer. Det finns ett avrinningsområde uppströms, och räknas det in blir den ackumulerade arean 2,81 kvadratkilometer. Vattendraget som avvattnar avrinningsområdet har biflödesordning 2, vilket innebär att vattnet flödar genom totalt 2 vattendrag innan det når havet efter 196 kilometer. Avrinningsområdet består mestadels av skog (49 procent), öppen mark (15 procent) och jordbruk (21 procent). Avrinningsområdet har 0,22 kvadratkilometer vattenytor vilket ger det en sjöprocent på 10,6 procent.